# Billboard Japan Music Awards
```
Billboard Japan
 Music Awards
 là một loạt giải thưởng âm nhạc thường niên, được thành lập bởi 
Billboard Japan
, phiên bản 
Nhật Bản
 trực tuyến của tạp chí âm nhạc 
Billboard
.
[
1
]
```

Các giải thưởng vinh danh những nghệ sĩ cả trong và ngoài Nhật Bản đã đạt được kết quả tốt nhất trên các bảng xếp hạng Billboard Japan trong năm. Các giải thưởng khác nhau dựa trên các công thức khác nhau, kết hợp giữa dữ liệu bảng xếp hạng và phiếu bầu từ công chúng. Giải thưởng chính "Nghệ sĩ của năm" chỉ được xác định bằng bình chọn phổ biến.
Các giải thưởng được trao tại một chương trình giải thưởng hàng năm có màn trình diễn của các nghệ sĩ nổi tiếng. Lễ trao giải đầu tiên được tổ chức vào năm 2010.

## Hạng mục giải thưởng
Hạng mục âm nhạc
- Billboard Japan Hot 100 of the Year (2009–nay)
- Billboard Japan Hot Albums of the Year (2015–nay)
- Billboard Japan Top Single Sales of the Year (2009–nay)
- Billboard Japan Hot Animation of the Year (2011–nay)
- Billboard Japan Hot Overseas of the Year (2014–nay)
- Billboard Japan Top Albums Sales of the Year (2009–nay)
- Billboard Japan Top Jazz Albums of the Year (2009–nay)
- Billboard Japan Streaming Songs of the Year (2017–nay)
- Billboard Japan Download Songs of the Year (2017–nay)
- Billboard Japan Download Albums of the Year (2017–nay)

Hạng mục nghệ sĩ
- Billboard Japan Artist of the Year (2009–nay)
- Billboard Japan Top Pop Artist (2009–nay)
- Billboard Japan Jazz Artist of the Year (2009–nay)
- Billboard Japan Classic Artist of the Year (2009–nay)
- Billboard Japan Animation Artist of the Year (2011–nay)
- Billboard Japan Independent Artist of the Year (2009–nay)

Hạng mục từng có
- Billboard Japan Digital and Airplay Overseas of the Year (2011–2014)
- Billboard Japan Adult Contemporary of the Year (2009–2014)
- Billboard Japan Independent of the Year (2009–2014)
- Billboard Japan Overseas Soundtrack Albums (2009–2014)
- Billboard Japan Radio Songs of the Year (2009–2016)
- Billboard Japan Top Classical Albums of the Year (2009–2016)
- Billboard Japan Top Jazz Albums of the Year (2009–2016)

## Lễ trao giải
Lễ trao giải đã diễn ra vào tháng 12 tháng 12.
Giải thưởng năm 2009 và 2010 được phát trên Fuji TV Next, kể từ năm 2011 giải thưởng được phát trên Osaka TV và Tokyo TV

### Dẫn chương trình
- 2009: Tokoaki Ogura, Kyōko Kamei, Mibu Minami
- 2010: Tokoaki Ogura, Kyōko Kamei, Maria Okada
- 2011: Christopher Peppler, Keiko Yashio
- 2012: Yūji Miyake, Chiaki Horan
- 2013: Yūji Miyake, Chiaki Horan

## Người nhận giải thưởng

### Giải thưởng lớn
| Năm  | Artist of the Year | Hot 100 of the Year                 | Top album of the Year                           |
| ---- | ------------------ | ----------------------------------- | ----------------------------------------------- |
| 2009 | Exile              | B'z – "Ichibu to Zenbu"             | Exile – Exile Ballad Best                       |
| 2010 | Exile              | Arashi – "Troublemaker"             | Exile – Aisubeki Mirai e                        |
| 2011 | AKB48              | AKB48 – "Everyday, Katyusha"        | Mr. Children – Sense                            |
| 2012 | AKB48              | AKB48 – "Manatsu no Sounds Good!"   | Mr. Children – Mr. Children 2005–2010 ＜macro＞ |
| 2013 | AKB48              | AKB48 – "Koi Suru Fortune Cookie"   | Arashi – Love                                   |
| 2014 | Kana Nishino       | Arashi – "Guts!"                    | Various Artists – Frozen (soundtrack)           |
| 2015 | Kana Nishino       | Sandaime J Soul Brothers – "Ryusei" | Arashi – Japonism                               |
| 2016 | AKB48              | AKB48 – "Tsubasa wa Iranai"         | Arashi – Are You Happy?                         |
| 2017 | Gen Hoshino        | Gen Hoshino – "Koi"                 | Namie Amuro – Finally                           |
| 2018 | Kenshi Yonezu      | Kenshi Yonezu - "Lemon"             | Namie Amuro – Finally                           |

### Giải thưởng đặc biệt
| Năm  | Best New Artist              | Publisher Award  | Publisher Award | Publisher Award | Daiwa House Award |
| Năm  | Best New Artist              | Hoa Kỳ           | Nhật Bản        | Hàn Quốc        | Daiwa House Award |
| ---- | ---------------------------- | ---------------- | --------------- | --------------- | ----------------- |
| 2009 | Yusuke Kamiji                | Judith Hill, BoA | Vamps           | After School    | —                 |
| 2010 | Tee                          | —                | —               | 4Minute         | HY                |
| 2011 | Kaoru to Tomoki, Tamani Mook | Saori Yuki       | —               | Gummy           | BIGMAMA           |
| 2012 | Leo Ieiri                    | —                | —               | —               | BIGMAMA           |
| 2013 | Kera Kera                    | —                | —               | —               | Morning Musume    |